# Gudina Tumsa
Gudina Tumsa (* 1929 in Boji, Oromia, Äthiopien; † 28. Juli 1979) war ein äthiopischer Theologe und Generalsekretär der Mekane-Yesus-Kirche.

## Leben
Tumsa half bei der Gründung des Council for Cooperation of Churches in Ethiopia, einem ökumenischen Council, und wurde als ihr erster Vorsitzender gewählt.
Tumsa wurde 1977 zum ersten Mal verhaftet und erst auf Druck des Auslands wieder freigelassen. Die zweite Verhaftung erfolgte  am 28. Juli 1979. Er wurde durch Soldaten der Derg ermordet und wurde in den Folgejahren der Dietrich Bonhoeffer Afrikas genannt.
Nach seinem Tode und inspiriert durch sein Leben wurde 1992 die Gudina Tumsa Foundation gegründet und 2008 wurde das Gudina Tumsa Theological Forum ins Leben gerufen.
Am 18. März 2013 besuchte Bundespräsident Joachim Gauck das Grab Tumsas.